# Байлово
Ба́йлово (болг. Байлово) — село в Софійській області Болгарії. Входить до складу общини Горішня Малина.

## Населення
За даними перепису населення 2011 року у селі проживали 286 осіб, з них 258 осіб (98,9%) — болгари.
Розподіл населення за віком у 2011 році:
Динаміка населення: